# Petre Mihai Bănărescu
Petre Mihai Bănărescu (n. 15 septembrie 1921, Craiova, România – d. 12 mai 2009, București, România) a fost un zoolog și biogeograf român, specializat în ihtiologie, membru corespondent al Academiei Române din anul 1991 și membru titular din anul 2000.

## Studii
- A urmat cursurile Liceului C.D. Loga (1932-1940) din Timișoara, unde i-a avut ca profesori pe ornitologul Dionisie Lintia (la științele naturii) și pe micropaleontologul Teodor Iorgulescu (la geologie, botanica si zoologie).
- Student al Facultății de Științe (secția Științe Naturale) din cadrul Universității din Cluj (1940-1944), unde a susținut doctoratul  cu teza Cercetări asupra encefalului Teleosteenelor în legătură cu felul de viață și filogenia (1949).
- În anul 1962 a primit titlul de doctor docent.

## Carieră didactică universitară
- Preparator la catedra de Zoologie la Universitatea din Cluj (1944-1946)
- Asistent la catedra de Zoologie (1946-1948)
- Conferențiar secția Geografie (1948-1949) și Biogeografie (1949-1950)
- Cercetător principal la Institutul de Cercetări Piscicole din România (1953-1957)

Din anul 1970, și-a desfășurat activitatea de cercetare în cadrul Institutului de Biologie din București. 
Pe plan științific, numele academicianului Petru Bănărescu este legat îndeosebi de domeniul ihtiolog. Preocupările lui privind studiul sistematic al ihtiofaunei (în special taxonomii) s-au extins dincolo de hotarele țării. În acest scop, a întreprins numeroase călătorii în străinătate, pe cont propriu sau ca bursier al Academiei Române ori al altor foruri științifice din lume:
- Cehoslovacia (1964)
- Bulgaria (1965)
- Germania (1967)
- URSS (1967)
- SUA (1969)
- Marea Britanie (1969)
- Israel (1972)
- Franța (1976)

Intensa activitate științifică a savantului Petru Bănărescu s-a concretizat în numeroase studii și lucrări de sistematică, filogenie și biogeografie ihtiologică, culminând cu impresionantul volum „Pisces Osteichtyes” (1964), în care toate descrierile speciilor de pești se bazează exclusiv pe studiul personal al exemplarelor colectate.
Ca urmare a studiilor de revizuire pe plan mondial a Cyprinidelor și Cobitidelor, Dr.Petru Banarescu a descris 5 genuri noi, 2 subgenuri, 26 de specii și 17 subspecii noi. În paralel, și-a continuat studiile de zoogeografie, elaborând prima carte din literatura noastră în acest domeniu: „Principii si probleme de zoogeografie” (1970) și, în colaborare cu N.Boscaiu, un tratat de biogeografie (1973).
Dr. Petru Bănărescu a colaborat la numeroase lucrări de biologie apărute în țară și în străinătate, fiind citat în cele mai importante tratate ihtiologice din lume. A participat cu lucrări fundamentale la numeroase congrese și simpozioane științifice internaționale. A fost membru de onoare al Societății Ihtiologice și Herpetologie din SUA (American Society of Ichthyologists and Herpetologists, 1975). În anul 1964, Academia Română i-a decernat premiul „Emil Racoviță”.
Datorită contribuției substanțiale la studierea ihtiofaunei din diverse zone ale Asiei, a fost decorat de împăratul Japoniei.

## Lucrări publicate
- P. Bănărescu și G. Vasiliu, Animale de apă dulce  și răspândirea lor, București, Editura Științifică, 1960
- Bănărescu, M.P., Fauna Republicii Populare Romîne, Volumul XIII. Pisces - Osteichthyes (pești ganoizi și osisi). Editura Academiei Republicii Populare Române, București, 1964 (962 pagini)
- Bănărescu M.P., Principii și probleme de zoogeografie, București, 1970
- Bănărescu, P. și N. Boșcaiu, Biogeografie, perspectivă genetică și istorică, Editura Științifică, București, 1973